# Peach Boy Riverside
Peach Boy Riverside (ピーチボーイリバーサイド Pīchi Bōi Ribāsaido?) es una serie de manga japonesa escrita e ilustrada por Coolkyousinnjya, serializada en el sitio web de distribución de cómics Weekly Young VIP de Neetsha desde enero de 2008. La nueva versión escrita por Coolkyousinnjya e ilustrada por Johanne ha sido serializada en la revista de manga shōnen de Kodansha, Shōnen Magazine R, así como en la sitio web y aplicación Magazine Pocket, desde agosto de 2015 y se ha recopilado en nueve volúmenes de tankōbon. El manga tiene licencia en Norteamérica por Kodansha USA. 
Una adaptación de la serie de televisión de anime de Asahi Production se emitió de julio a septiembre de 2021.

## Sinopsis
Saltrin Aldareik es una princesa brillante y alegre que quiere emprender una aventura porque está aburrida de su pequeño castillo de pueblo. Un día, una horda de malvados monstruos conocidos como "Ellos" irrumpieron en su castillo, amenazando la vida de todos los habitantes del Reino. Afortunadamente, son rescatados por un viajero solitario llamado Kibitsu Mikoto, quien mata a estos monstruos con el misterioso "Ojo de melocotón". Conmocionada por los peligros del mundo exterior, Sari decide emprender su propio viaje. Poco sospechaba que desencadenaría una cadena de eventos que determinarían el destino de este mundo mágico.

## Personajes
Sally (サリー Sarī?) / Saltherine Aldarake (サルトリーヌ・アルダレイク Sarutorīnu Arudareiku?)
 Seiyū: Haruka Shiraishi
Kibitsu Mikoto (キビツ ミコト?)
 Seiyū: Nao Tōyama
Frau (フラウ Furau?)
 Seiyū: M.A.O
Hawthorn Grattor (ホーソン・グラトール, Hōson Guratōru?)
 Seiyū: Toshiki Masuda
Carrot (キャロット Kyarotto?) / Meki (眼鬼?)
 Seiyū: Megumi Toda
Dog (犬 Inu?)
 Seiyū: Jiro Saito
Winnie Emex (ウィニー・エメクス Winī Emekusu?)
 Seiyū: Haruka Tomatsu
Millia (ミリア Miria?) / Hatsuki (髪鬼?)
 Seiyū: Mayu Mineda
Sumeragi (皇鬼?)
 Seiyū: Daisuke Hirakawa
Todoroki (轟鬼?)
 Seiyū: Misato Murai
Juserino (ジュセリノ Juserino?)
 Seiyū: Yurika Kubo
Atla (アトラ Atora?)
 Seiyū: Yuko Suzuhana
Chūki (忠鬼?)
 Seiyū: Taku Yashiro
Kyūketsuki (吸血鬼?)
 Seiyū: Satoshi Mikami
Kiki (樹鬼?)
 Seiyū: Mugihito
Sleep Ogre (惰眠鬼 Daminki?)
 Seiyū: Masumi Tazawa
Hiko (彦?)
 Seiyū: Toshiyuki Morikawa
Noburega (ノブレガ?)
 Seiyū: Shunsuke Takeuchi

## Contenido de la obra

### Anime
El 7 de agosto de 2020 se anunció una adaptación de la serie de televisión de anime de la versión remake. La serie está animada por Asahi Production y dirigida por Shigeru Ueda, con Keiichirō Ōchi a cargo de la composición de la serie, Satomi Kurita y Masato Katō diseñando los personajes y Takaaki Nakahashi componiendo la música de la serie. Se emitió del 1 de julio al 16 de septiembre de 2021 en Tokyo MX, BS NTV y AT-X. Q-MHz produjo el tema de apertura, "Dark Spiral Journey" con Yuko Suzuhana, mientras que Mitei no Hanashi interpretó el tema de cierre, "Yoru o Koeru Ashioto". Crunchyroll obtuvo la licencia de la serie fuera de Asia.